# Dietmar Peters

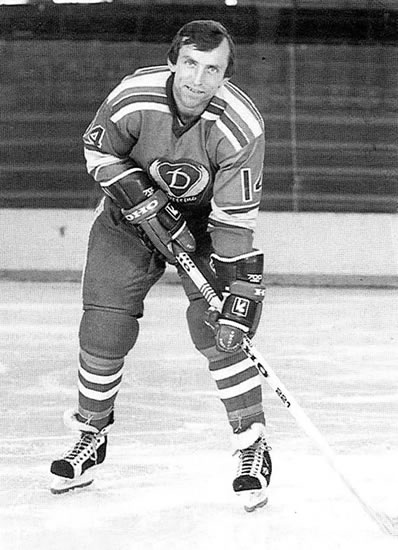
Dietmar Peters als Aktiver

Dietmar Peters (* 8. August 1949 in Grapzow, Mecklenburg-Vorpommern) ist ein ehemaliger deutscher Eishockeyspieler (Verteidiger) und aktuell Trainer der Schülermannschaft der Eisbären Juniors Berlin.

## Karriere

### Spieler
Dietmar Peters begann mit dem Eishockey in Rostock bei der damals dort ansässigen SG Dynamo Rostock. Bis zu seinem 13. Lebensjahr spielte Dietmar Peters sowohl Eishockey als auch Fußball. Er bestritt sogar zwei Länderspiele für die Fußball-Schülerauswahl der DDR. Peters entschied sich dann aber doch für den Eishockeysport, bereits im Alter von 15 Jahren spielte er in der Männermannschaft von Empor Rostock dem Nachfolger der SG Dynamo Rostock. Durch die Umstrukturierung des Eishockeysports in der DDR, in der nur noch in Berlin und in Weißwasser gespielt werden sollte, wurde Empor Rostock aufgelöst. Daher wurde ihm angeboten zum SC Dynamo Berlin zu wechseln, was er auch zusammen mit seinem Bruder Roland Peters (auch seine Brüder Holger und Wolfgang spielten Eishockey) und Friedhelm Bögelsack tat. Für die Berliner war er bis 1986 aktiv als Verteidiger tätig. 
Im Jahre 1999 traten die Halle Saaleteufel aus der Landesliga an Peters heran und fragten, ob er nicht noch einmal seine Schlittschuhe für sie schnüren wolle. Dietmar Peters, damals 49 Jahre alt, kam dieser Bitte gern nach und traf in der Mannschaft alte Weggefährten aus Dynamo-Zeiten wieder, unter anderem spielte er in Halle mit Wolfgang Plotka, Harald Kuhnke, Rainer Patschinski und Thomas Graul. Bis ins Jahr 2001 schnürte Peters noch die Schlittschuhe für die Saaleteufel aus Halle, mit denen er jedes Jahr eine Klasse höher aufstieg. 
Bei Weltmeisterschaften (A- und B-Gruppe) sowie Olympischen Spielen trug Dietmar Peters 315 Mal das Trikot der DDR. Es sind laut verschiedener Quellen einige Spiele mehr, die aber offiziell bisher nicht anerkannt worden sind. Trotzdem ist Dietmar Peters alleiniger Rekordnationalspieler der Eishockeynationalmannschaft der DDR.

### Trainer
Im Jahre 1986 wechselte er in den Nachwuchsbereich des SC Dynamo Berlin. Von September bis Oktober 1993 bildete er ein Trainergespann mit Klaus Schröder beim EHC Eisbären Berlin. Dies war bis dato seine einzige Trainerstation im Männerbereich. Nach diesem Kurzintermezzo ging Peters wieder in den Nachwuchsbereich der Eisbären. In der Saison 2001/02 wurde Dietmar Peters mit seinen Schülern der Eisbären Juniors Berlin Deutscher Meister.